# Arbolí
Arbolí település Spanyolországban, Tarragona tartományban. Arbolí Alforja, Tarragona, Cornudella de Montsant, La Febró és Vilaplana községekkel határos. Lakosainak száma 129 fő (2024).

## Népesség
A település népessége az elmúlt években az alábbi módon változott:
| Lakosok száma | 130  | 497  | 251  | 290  | 130  | 116  | 112  | 105  | 137  | 129  |
|               | 1717 | 1887 | 1936 | 1960 | 1986 | 2004 | 2009 | 2014 | 2019 | 2024 |